# 環境考古学
環境考古学（かんきょうこうこがく、Environmental archaeology）は、生物学、地質学などの自然科学的分析法を用いて、さまざまな時代の考古学研究における自然環境と人間の相互関係をあきらかにしようとする学問。

## 提唱
ゴードン・チャイルド(Vere Gordon Childe,1892～1957)。オーストラリア生まれの考古学者・文献学者。ヨーロッパ先史時代の研究を専門とし、新石器革命、都市革命を提案した。代表的な著書は、『文明の起源』（Man makes himself）及び『歴史のあけぼの』（What Happened in History）。
チャイルドは、ロンドン大学に環境考古学部（Department of Environmental Archaeology）を設け、遺跡から発見される動植物遺体の分析、土壌の物理的・化学的研究、花粉分析等の分野における研究に基づき、人間と環境変化の問題を取り上げた。
現在、ロンドン大学考古学研究所は、人間環境部、保存科学部、先史考古学部、ローマ属州考古学部、西アジア考古学部、考古写真部の６部構成となっている。そのうち、人間環境学部では、第四紀生態学、地質考古学、植物考古学、人類進化と生態学、土壌学と考古学、無脊椎動物生態学と考古学、脊椎動物の生物学を科目として、自然科学の諸分野との共同研究がおこなわれている。

## ロンドン大学の環境考古学の科目（概要）
- 第四紀生態学：更新世および完新世の環境を復元する。
- 地質考古学：地質学と地形学の原則と方法を考古学上の諸問題に応用する。
- 植物考古学：植物遺体の分析による環境復元を取り扱う。
- 人類進化と生態学：更新世および完新世の人類進化、現生人類の遺伝学的分化を扱う。
- 土壌学と考古学：古土壌の分析、過去の土地利用よその土壌への影響を扱う。

## 日本の環境考古学
国際日本文化研究センター（日文研）名誉教授の安田喜憲（やすだ よしのり、1946年～）は、古代文明の比較を研究テーマとし、日本の環境考古学の創始者といわれる。環境や文明に関する著作が多い。著書には、「環境考古学事始」（1980年）、「人類破滅の選択―環境考古学が明かす古代文明の盛衰（古代を検証する）」（1990年）などがある。近年、安田以外にも環境考古学の研究者も増えてきている。

## 現在の環境考古学
環境考古学の研究が進むにつれて、多くの自然科学との連携が進んでおり、地球温暖化、地震、花粉分析、DNA研究、心の問題まで、あらゆる分野と考古学との関連が明らかとなっている。